# Listă de companii din Bacău
Aceasta este o listă de companii din Bacău:
- Agricola Bacău
- Agricola Internațional Bacău
- Almera
- Amurco
- Barleta
- Conbac
- Dedeman
- Diana Forest
- Letea Bacău
- Pambac Bacău
- Scut Bacău
- SSAB AG
- SSAB Impex
- SSIF Trend
- UMB Spedition
- Vanel Exim
- World Machinery Works
- Acvaterra Papetarie
- Fabrica de Bere Mărgineni [1]
- Fabrica "Partizanul", fabrică de pielărie și încălțăminte (fostele întreprinderi “Filderman”, naționalizate)